# Patrick Lane (Politiker)
Patrick „Paddy“ Lane (* 7. September 1934 in Parteen, County Clare, Irland; † 23. Juli 2012 in Limerick) war von 1989 bis 1994 irisches Mitglied des Europäischen Parlaments.

## Leben
Paddy Lane war Sohn des Farmers Thomas Maher und seiner Frau Gertrude McCormack in Parteen im County Clare (nahe Limerick) geboren. Nach der weiterführenden Schule trat er in das Militär ein und wurde Offizier des 13. Batallions in Clonmel. 1955 starb sein Vater und er kehrte auf die heimatliche Milchfarm zurück.
Ab Mitte der 1950er Jahre bis 1965 spielte er erfolgreich Rugby.
Ende der 1950er Jahre wurde er Mitglied der National Farmers’ Association, der späteren Irish Farmers’ Association (IFA). 1976 löste er Thomas Joseph Maher als Präsident der IFA ab und blieb bis 1980 im Amt.
1989 trat er bei den Wahlen zum Europäischen Parlament für die Fianna Fáil für den Wahlbezirk Munster an. 1994 wurde er nicht wiedergewählt.

## Privates
1964 heiratete er Carmel O’Connor aus Limerick. Mit ihr hatte er drei Kinder.